# قطعنامه ۱۱۹۷ شورای امنیت
قطعنامه ۱۱۹۷ شورای امنیت سازمان ملل متحد که در تاریخ ۱۸ سپتامبر ۱۹۹۸ تصویب شد، سندی بین‌المللی دربارهٔ بررسی وضعیت در آفریقا است. این قطعنامه طی نشست ۳۹۲۸ام با ۱۵ رای موافق، ۰ مخالف و ۰ ممتنع تصویب شد.